# Personaggi de L'era glaciale

I personaggi principali. Da sinistra: Diego, Crash e Eddie, Ellie, Pesca, Manfred e Sid nel terzo film.

Questa è la lista dei personaggi de L'era glaciale, serie cinematografica composta da cinque film d'animazione prodotti da Blue Sky Studios. Il franchise comprende anche svariati cortometraggi, videogiochi, due speciali televisivi, un film spin-off e una serie televisiva d'animazione.

## Personaggi principali

### Manfred
Soprannominato Manny. È un mammut burbero, scontroso, cinico ed inizialmente malinconico, ma anche di buon cuore e coraggioso. Il suo malanimo è dettato, nel primo film, dal fatto che sua moglie e suo figlio sono stati uccisi da una tribù di uomini in una battuta di caccia, mentre nel secondo capitolo perché crede di essere l'ultimo membro della sua specie. Nel secondo film si innamorerà di un'altra mammut di nome Ellie, con cui avrà una figlia di nome Pesca nel terzo film. Nel quarto film Pesca non è più un cucciolo, ma una goffa adolescente che vuole frequentare gli altri giovani mammut (ritenuti, non a torto, incoscienti dallo stesso Manny) e ciò lo porta a rivelarsi estremamente protettivo nei suoi confronti, a tal punto che la situazione degenera in una lite tra lui e sua figlia, proprio il momento prima che la terra si spacchi, gettandolo in mare e separandolo dalla sua famiglia. Nel quinto film è alle prese con Julian, suo futuro genero e attuale fidanzato di Pesca, che verso la fine accetterà. Nello spin off, cercherà di riportare a casa Crash ed Eddie dopo che, stanchi della loro vita quotidiana, sono tornati nel mondo dei dinosauri per vivere una vita d'avventura con Buck.
È doppiato da Ray Romano nell'edizione originale, mentre in italiano da Leo Gullotta (nei primi tre film e nello spin off ) e Filippo Timi (nel quarto e quinto film).

### Sid
Il suo nome completo è Sidney. È un megalonice imbranato e chiacchierone, ma anche simpatico, buono e altruista, membro del branco composto inizialmente da lui, Manny e Diego. Sid non riesce mai a capire quando è il momento per parlare o agire, risultando petulante e fastidioso. Ha una famiglia composta da padre, madre, fratello minore, zio e nonna. Questi compaiono nel quarto film per poco tempo, poiché vogliono lasciargli la nonna per poi abbandonarlo di nuovo, poiché creduto solo un combina guai. Alla fine, però, dopo aver salvato Manny e aver sconfitto i pirati con l'aiuto di sua nonna e della balena Amorina, verrà considerato un eroe. Nel quinto film incontra la sua anima gemella, una femmina di megalonice di nome Brooke. Nello spin off, aiuterà Manny e gli altri a riportare Crash ed Eddie a casa dopo che sono tornati nel mondo dei dinosauri.
È doppiato in originale da John Leguizamo, mentre in italiano da Claudio Bisio sia nei film che nel videogioco L'era glaciale 2 - Il disgelo.

### Diego
Diego è una tigre dai denti a sciabola. Agile ed intelligente, nel primo film si presenta come nemico di Manny e Sid, volendo con l'inganno sottrargli il piccolo umano che stanno riportando al padre e farli mangiare dal suo branco. Nel corso del film si affeziona al gruppo e non riesce a tradirlo, ma anzi si sacrifica per salvare Manny. Riesce però a sopravvivere e si unisce a loro. Diego nei successivi film mantiene il suo orgoglio (ha negato la sua paura dell'acqua a Sid, ha avuto una discussione con Shira che lo ha chiamato "tenero" per la cura degli altri, e ha negato quando Manny e Sid hanno capito che si è innamorato di Shira) e dimostra un brutto carattere quando viene insultato, ma è anche coraggioso e altruista come dimostra sfidando le sue paure (l'acqua, appunto) per salvare Sid, Crash ed Eddie durante l'inondazione. Si innamorerà di Shira, una tigre dai denti a sciabola femmina, primo ufficiale della ciurma di Capitan Sbudella.
È doppiato in originale da Denis Leary, mentre in italiano da Pino Insegno in tutti e cinque i film, da Dario Oppido nello spin-off Le avventure di Buck e da Diego Sabre nel videogioco L'era glaciale 2 - Il disgelo.

### Scrat
Scrat è uno scoiattolo dai denti a sciabola, nervoso, maldestro e molto sfortunato che tenta con tutte le sue forze di portare al sicuro la sua ghianda, a cui è particolarmente affezionato, sebbene non riesca mai a impossessarsene. Le sue apparizioni, specialmente nella prima parte di ogni film, fanno vedere come lui e la sua ghianda provochino i disastri, da cui gli altri protagonisti devono salvarsi, come ad esempio nel primo film, quando è lui che provoca la spaccatura che creerà il "passo dei ghiacciai" che Manny, Diego e Sid devono raggiungere prima che si chiuda, oppure nel quarto, quando è lui a provocare la deriva dei continenti, spaccando la terra nel tentativo di sotterrare la ghianda.
È doppiato da Chris Wedge, regista del primo film e produttore esecutivo dei suoi seguiti.

### Ellie
Ellie è una mammut dolce e testarda, nonché l'attuale moglie di Manfred, che incontra per la prima volta nel secondo film. È la sorella adottiva di Crash e Eddie; avendo sempre vissuto con loro è convinta di essere un opossum e fa tutto quello che fanno questi piccoli animali (dorme sugli alberi appesa alla coda, si nasconde, viaggia di notte per paura dei predatori, si finge morta quando si avvicina un animale pericoloso ecc.). Manny dovrà convincerla di essere una mammut e quindi aiutarlo a far perpetuare la specie. Per una fortunata coincidenza, durante il viaggio per sfuggire all'inondazione, lei e gli altri passano davanti a un albero che Ellie afferma di riconoscere e ha un flashback in cui ricorda un episodio della sua infanzia: era una cucciola e, smarritasi durante una tempesta di neve, si rifugiò sotto a quell'albero dove erano presenti Crash, Eddie e la loro madre, che l'adottò. Dopo il flashback Ellie capisce di essere un mammut e alla fine del film lei, Manny, Sid, Diego, Crash ed Eddie formano un branco e partono alla ricerca di nuove avventure.
Nel terzo film ha una figlia con Manfred, a cui dà il nome di Pesca. Nel quarto film si rivela una madre comprensiva nei confronti della figlia e accompagna il resto del branco verso la salvezza mentre una parete immensa minaccia le loro vite. Nel quinto film Ellie è al suo ventesimo anniversario di matrimonio con Manny e accetta senza tanti problemi il suo futuro genero Julian. Nel film L'era glaciale - Le avventure di Buck, ha un litigio con i suoi fratelli che li spinge a lasciare casa e a tornare nel mondo dei dinosauri per vivere una vita d'avventura assieme a Buck. Pentita, assieme a suo marito e a Sid e Diego, si reca nel mondo perduto a riportare Crash ed Eddie a casa.
Nell'edizione originale è doppiata dall'attrice e cantante Queen Latifah in originale e in italiano da Roberta Lanfranchi e da Cinzia Massironi nel videogioco L'era glaciale 2 - Il disgelo.

### Crash e Eddie
Crash e Eddie sono due opossum gemelli, nonché i fratelli adottivi di Ellie, che appaiono per la prima volta nel secondo film della saga. Sono i membri più infantili e scanzonati del branco: spericolati, vivaci e irresponsabili, si autodefiniscono molto stupidi, sebbene qualche volta sanno essere seri in situazioni critiche. Vivono ogni istante e non si preoccupano di una morte inevitabile, rendendo le loro giornate divertenti e adrenaliniche con battute di spirito e azioni pericolose. Tra i loro hobby c'è anche quello di tormentare Sid e Diego. Nutrono una sincera ammirazione nei confronti del furetto Buck, che hanno conosciuto nel terzo film (per poi incontrarlo di nuovo nel quinto film), arrivando a cercare di imitarlo in più di un'occasione.
Crash ha gli occhi azzurri ed è doppiato dall'attore Seann William Scott e dal doppiatore Vincent Tong (L'era glaciale - Le avventure di Buck) in originale e in italiano da Francesco Pezzulli. Eddie ha gli occhi castani, il setto nasale marrone e parla con un accento inglese. È doppiato in originale da Josh Peck e Aaron Harris (L'era glaciale - Le avventure di Buck) e in italiano dal cantante britannico Lee Ryan (2-5) e Gabriele Sabatini (L'era glaciale - Le avventure di Buck).

### Buck
Buck (abbreviazione di Buckminster) è un furetto (nella versione originale, nel libro e nel videogioco è una donnola) apparso per la prima volta nel terzo film. Porta una benda sull'occhio destro, perso nella sua battaglia con il Baryonyx albino Rudy. Usa come coltello proprio un dente dello stesso Rudy, avendoglielo rotto dopo aver perso l'occhio. Buck è strampalato e durante il terzo film aiuta il branco di amici a ritrovare Sid. Grazie alla sua conoscenza dei pericoli e delle insidie del mondo sotterraneo salva le loro vite in più di un'occasione. Alla fine del terzo film, sebbene inizialmente stesse per unirsi al branco cambia idea dopo aver scoperto che il suo acerrimo nemico Rudy era ancora vivo. Nella scena finale del film lo si può infatti vedere in groppa a Rudy mentre lo cavalca avendolo ormai addestrato.
Nel quinto film, Buck vive ancora nel mondo dei dinosauri dove è in lotta con Gavin, un feroce dakotaraptor e i suoi figli Gertie e Roger che rubano uova di altri dinosauri. Dopo aver scoperto della pioggia di meteoriti del mondo di sopra e aver ritrovato una sorta di profezia su come salvare la terra dal disastro si riunisce alla mandria, aiutandoli nel viaggio per salvare loro e il pianeta e tentandoli di proteggere dagli stessi dakotaraptor che ha inconsapevolmente liberato. In questo film ha come figlia una zucca. Si scopre che nella sua mente ha tre personalità distinte, una delle quali è Neil deBuck Weasel, un astrofisico rispettabile, colto e raffinato. Nel film L'era glaciale - Le avventure di Buck lui e la sua fidanzata Zee sono alle prese con un triceratopo parlante di nome Orson che vuole dominare il mondo perduto con i suoi raptor e ricevono l'aiuto di Crash ed Eddie, che hanno deciso di andare a vivere nel mondo dei dinosauri per vivere una vita d'avventura come lui dopo una lite con la loro sorella adottiva Ellie.
È doppiato in originale da Simon Pegg e in italiano da Massimo Giuliani e da Luca Sandri nei videogiochi. Nei panni di Neil deBuck Weasel è doppiato in originale dall'astrofisico Neil deGrasse Tyson, mentre in italiano è doppiato da Paolo Marchese.

### Pesca
Pesca (Peaches) è la figlia che Ellie partorisce alla fine del terzo film. La parola pesca doveva segnalare a Manfred che Ellie stava avendo le contrazioni e quindi stava per partorire ma alla fine diventa il nome della nuova arrivata. Appare anche nel quarto film L'era glaciale 4 - Continenti alla deriva come una mammut adolescente che cerca di ribellarsi al padre Manny e ha la sua prima cotta per un mammut di nome Ethan. Pesca tenta di farsi notare da Ethan in maniera goffa, ma quando riesce a stare con lui si rende conto di quanto siano sconsiderati lui e i suoi amici mammut, pentendosi di aver voluto entrare nel loro gruppo. Come sua madre ha molte abitudini degli opossum: dorme sugli alberi attaccandosi per la coda ed è molto agile nel viaggiare da albero ad albero, come dimostra quando manda KO Capitan Sbudella. Pesca è anche esasperata dall'estrema protettività di Manny, che le vieta di frequentare gli altri giovani mammut e in particolare Ethan, anche se alla fine del quarto film inizia a concederle molta più libertà.
Nel quinto film è fidanzata con un mammut coetaneo di nome Julian e in seguito si sposano. In una scena Pesca dimostra di saper essere molto materna e capace di badare a se stessa, superando una serie di prove che Ellie e gli altri le hanno preparato.
È doppiata in originale da Ciara Bravo e Keke Palmer e in italiano da Agnese Marteddu da cucciola nel corto L'era Natale e da Isabelle Adriani da adulta.

### Nonnina
Nonnina (Granny) è un'anziana femmina di bradipo (in realtà una megalonice) e la nonna paterna di Sid, che compare per la prima volta nel quarto film. È bisbetica e presuntuosa, ma nonostante i suoi anni e l'aspetto decrepito, è ancora dotata di una grande energia vitale e non manca di colpire col suo bastone da passeggio chi la infastidisce. Diventa uno dei protagonisti del quarto film, dopo che inavvertitamente si trova alla deriva insieme a Sid, Manfred e Diego ritrovandosi anche a dover scappare da Capitan Sbudella e la sua ciurma di pirati. Ritorna nel quinto film come personaggio secondario insieme al nipote e ai suoi amici, dove si ritrova insieme agli altri a dover scappare dai meteoriti che stanno distruggendo tutto. Sempre nel quinto film viene rivelato che il suo vero nome è Gladys.
Le presta la voce originale l'attrice Wanda Sykes e in italiano Cristina Noci.

### Shira
Shira è una femmina di tigre dai denti a sciabola albina che compare nel quarto film. Inizialmente fa parte della ciurma pirata di Capitan Sbudella come primo ufficiale, ma poi si unisce al gruppo di Manfred, Sid e Diego.  Nel quinto film lei e Diego, ormai sposati da quasi due anni, progettano di avere dei figli, ma inizialmente Shira non ne è del tutto convinta dato che tutti gli approcci che la coppia ha avuto con i bambini sono risultati un fallimento perché i cuccioli hanno paura di loro dato il loro lato da predatori. Quando la catastrofe incombe, la coppia rinuncia per un po' ai loro desideri di genitorialità. Dopo aver salvato il mondo dalla collisione con un asteroide, vengono benvoluti dai cuccioli di prima come eroi; con questo progresso Shira e Diego sono finalmente pronti per fare i genitori.
In originale le presta la voce la cantante Jennifer Lopez mentre nei videogiochi viene interpretata da Anna Graves e in italiano l'attrice e cantante giapponese-italiana Ada Perotti.

## Personaggi deL'era glaciale

### Roshan
Roshan è un bambino ed è il figlio del capo di un villaggio di Neanderthal. Gli uomini della sua tribù hanno ucciso molti dei compagni di Diego e Soto solo per usare la loro pelle per riscaldarsi dal freddo pungente, senza intenzioni malvagie. Anche se possa sembrare così, non è la sua tribù che ha ucciso la ex-moglie e il figlio di Manny, ma una tribù assai feroce e che abitava più vicino al Mezzo Picco. Viene salvato grazie alla madre, che alla fine troverà la morte, dal branco di smilodonti capeggiati da Soto, che voleva divorarlo per vendicarsi degli altri simili che sono stati uccisi dal padre. Viene trovato da Manfred e Sid, che decidono di riportarlo indietro, aiutati da Diego. È un bambino molto dolce, grazioso, tenero e adorabile, tanto che persino Manny e Diego ci si affezioneranno. Alla fine riesce a ritornare dal padre e dalla sua tribù.

### Soto
Soto è l'antagonista principale del primo film ed è il capo delle tigri dai denti a sciabola (o semplicemente delle "Sciabole"), incarica Diego, inizialmente suo vice insieme a Zeke, Oscar e Lenny di rubare e uccidere Roshan, un bimbo di Neanderthal, da una tribù di uomini per vendetta, poiché il padre del bambino aveva ucciso metà delle Sciabole. Quando non riescono a prendere il bimbo, ma a far morire solo la madre, Soto minaccia Diego di portargli vivo il bambino, a meno che non voglia finire lui al suo posto. Pertanto lo aspetta al Mezzo Picco dei ghiacciai e quando riceve la notizia di Diego su Manny che sta con il bimbo, desideroso di assaporare pure la carne di mammut, ne rimane compiaciuto, ma intima alle Sciabole (Lenny, Zeke e Oscar) di non toccare il mammut prima di avere Roshan. Ma successivamente Diego si rivolterà contro le Sciabole, unendosi a Sid e Manny, al fianco dei quali lotta contro Soto, Zeke, Oscar e Lenny. Soto lo stende, anche quando Diego fa da scudo a Manny, ma, nel tentativo di andare a sbranare Sid e il bambino, muore ucciso da Manny, che lo spinge contro una parete rocciosa dove alcune appuntite stalattiti di ghiaccio, cedendo all'impatto di Soto contro la roccia e staccandosi da essa, gli si conficcano addosso uccidendolo sul colpo. Soto è doppiato in originale da Goran Višnjić e in italiano da Ennio Coltorti.

### Zeke
Zeke è una smilodon che fa parte del gruppo di Soto: è il più piccolo del branco ed è impaziente e folle, ma è il vice più fedele a Soto ed è nemico di Manfred, Sid e, successivamente, di Diego. Vuole a tutti i costi pregustare la carne di Manny ed è quello più in contrasto con Sid, ma alla fine, nel tentativo di portare Roshan a Soto, viene sconfitto da Sid, che lo incastra in un buco nella roccia definitivamente. È doppiato originariamente da Jack Black e da Franco Zucca in italiano.

### Oscar
Oscar è una tigre dai denti a sciabola, membro del clan di Soto: ha un comportamento molto altezzoso e dubita già dall'inizio delle capacità di Diego, dopo che aveva perso il bambino che avrebbe dovuto rapire. Insieme a Zeke, porterà a Soto il messaggio sulla presenza del carnoso mammut Manny insieme al bimbo. Al Mezzo Picco tenterà di uccidere e intrappolare Manny, ma, vedendo il mammut uccidere il suo capo Soto, s'impaurisce e scappa assieme a Lenny. È doppiato da Alan Tudyk in originale e da Paolo Buglioni in italiano.

### Lenny
Lenny è un homotherium (sebbene nel film venga fatto passare per una tigre dai denti a sciabola), membro del clan di Soto, ha sempre fame, è fedele alla sua specie, è più corpulento degli altri membri del branco e ha le zanne più corte. Ciò nonostante, è codardo e ha paura di Soto e della sorte di Manny. Alla fine cercherà di bloccare Manny, ma, vedendo il mammut uccidere il suo capo Soto, se la squaglia definitivamente insieme a Oscar. È doppiato da Alan Tudyk in originale e da Paolo Lombardi in italiano.

### Carl e Frank
Carl e Frank sono rispettivamente un embolotherium e un brontotherium che vogliono uccidere Sid, il quale, dopo avere accidentalmente calpestato degli escrementi, si è pulito i piedi nella loro insalata e in seguito ha mangiato l'ultimo dente di leone sopravvissuto all'era glaciale imminente. Tuttavia Sid viene difeso da Manfred, che scaccia via i due. Riappaiono più avanti, ancora intenzionati a uccidere Sid, ma il bradipo finge di essere stato ucciso da Diego ed essi finalmente smettono di dargli la caccia. Sono doppiati rispettivamente da Cedric the Entertainer e Stephen Root in originale e da Gerolamo Alchieri e Mario Bombardieri in italiano.

## Personaggi deL'era glaciale 2 - Il disgelo

### Tornado e Cretaceo
Tornado e Cretaceo (rispettivamente un globidens e un metriorhyncus) sono gli antagonisti principali del secondo film. Sono due rettili marini che sono ibernati nel letargo e poi risvegliati dal disgelo (nel DVD appare che Tornado è un pliosauro e Cretaceo è un ittiosauro). Sono gli unici che godono nel vedere più acqua, per il disgelo. Dopo aver ucciso il gliptodonte Stu, cercano di mangiare anche i protagonisti, ma vengono allontanati da Manny. Ritornano all'attacco quando il disgelo fa sciogliere la diga di ghiaccio e tentano di uccidere Ellie, ma Manny, salvandola dalla grotta in cui era intrappolata, spinge un tronco che fa cadere in acqua alcuni massi, i quali seppelliscono e uccidono a soffocamento i due rettili. Non parlano ma attaccano spesso in maniera combinata.

### Tony lo svelto
Tony lo svelto è un holmesina. la sua attività principale consiste nel raggirare gli altri animali con improbabili congegni, come una cannuccia per respirare sott'acqua che viene spacciata come strumento per affrontare e sopravvivere allo scioglimento dei ghiacci e conseguente inondazione.
Approfittatore dalla parlantina veloce e dalla mente acuta, è pronto a cogliere i cambiamenti e volgerli a proprio favore. È doppiato in originale da Jay Leno e in italiano da Luigi Ferraro nei film e da Luigi Rosa nei videogiochi.

## Personaggi deL'era glaciale 3 - L'alba dei dinosauri

### Scrattina
Scrattina (Scratte) è una femmina di scoiattolo volante. È doppiata in originale da Karen Disher; non parla, esattamente come Scrat, ma si esprime tramite squittii e grugniti.

### Gustuovo, Chiara e Tuorlino
Gustuovo, Chiara e Tuorlino (Eggbert, Shelly e Yoko) sono i tre cuccioli di tirannosauro allevati dal bradipo Sid. Hanno tutti e tre lo stesso carattere: sono affettuosi e protettivi nei confronti del padre adottivo Sid, oltre ad averne preso tratti del suo carattere. La sola differenza che li separa è il colore degli occhi: Gustuovo ce li ha castani, Chiara marroni e Tuorlino azzurri. Alla fine danno un ultimo, tenero abbraccio a Sid, per poi rimanere insieme alla madre. Emettono versi che sono doppiati da Carlos Saldanha.

### Mamma T-Rex
Mamma T-Rex (Momma Dino) è la madre dei tre piccoli Gustuovo, Chiara e Tuorlino. In principio è desiderosa di mangiare il bradipo Sid perché è ritenuto una minaccia, ma dato che i suoi piccoli, ancora convinti che Sid sia la loro madre, si oppongono a ciò, comincia a tollerarne controvoglia la presenza, per poi affezionarsi e a salvargli addirittura la vita combattendo con Rudy. Teme molto quest'ultimo per la vita dei suoi cuccioli. Sid la chiama "Mammazilla" e la tratta come se fossero una coppia in crisi, difatti si lamenta del fatto che qualunque cosa lui dica o pensi per i cuccioli (come crescerli vegetariani) lei risponda con un: "Grr!!", nonostante tutto Sid nota che la dinosaura sia una "tenerona", mettendo una volta Sid a dormire con lei e i piccoli. Come Buck, anche Mamma T-Rex è in grado di sconfiggere Rudy (dato che è abbastanza forte da spingerlo nel crepaccio), nonostante le sue dimensioni siano inferiori a quest'ultimo.

### Rudy
Rudy è l'antagonista principale del terzo film. È un feroce, crudele e gigantesco baryonyx albino. Prima che il film si svolga, Buck cadde accidentalmente nel mondo dei dinosauri e Rudy emerse dalle foreste e gli cavò un occhio. Cerca di divorare Buck, ma nonostante lo ingoi intero il furetto riesce a salvarsi e alla fine del film i due fanno amicizia.

## Personaggi deL'era glaciale 4 - Continenti alla deriva

### Capitan Sbudella
Capitan Sbudella (Captain Gutt) è l'antagonista principale del quarto film. È un gigantopiteco e il capitano di una ciurma di pirati. È crudele, cinico, egoista e vanitoso, non si fa scrupolo a giustiziare i suoi stessi sottoposti e detesta essere preso in giro perché è una scimmia. Deve il suo nome agli affilatissimi artigli delle sue mani. Cattura Manny, Sid, Diego e Scrat e cerca di costringerli ad entrare a far parte del suo equipaggio. Dopo che Manny gli ruba la nave e Shira si schiera dalla parte dei protagonisti, Sbudella giura vendetta e cerca di eliminare sia il mammut che la sua famiglia una volta arrivato sul continente. Alla fine viene sconfitto in extremis dal mammut, per poi essere catturato e mangiato vivo da una sirena che aveva preso le sembianze di una femmina della sua specie che lo trascina dentro una conchiglia gigante. Sbudella è modellato seguendo lo stereotipo dei pirati: ha una lunga e folta barba e i suoi capelli sono acconciati in modo da somigliare a un cappello da capitano. Gli presta la voce originale Peter Dinklage, mentre quella italiana Francesco Pannofino.

### Sguincio
Sguincio è un coniglio, membro della ciurma di Capitan Sbudella. Nonostante le sue piccole dimensioni è schizofrenico, attaccabrighe e insensibile, odia essere definito carino e nutre una chiara avversione nei confronti di Shira. Alla fine, dopo una provocazione di Shira, viene calpestato da Ellie e scappa mentre tutti affrontano gli altri pirati. Nel cortometraggio L'era glaciale - La grande caccia alle uova si rivela essere ancora vivo essendo tornato a vivere con sua madre e cerca di vendicarsi del branco rubandogli tutte le uova, fallendo però grazie ad uno scherzo di Crash e Eddie, e sempre nel cortometraggio si scopre che ha un fratello scansafatiche di nome Clint. È doppiato in originale da Aziz Ansari nel quarto film e da Seth Green ne La grande caccia alle uova mentre in italiano da Riccardo Scarafoni.

### Pachi
Pachi è un grasso elefante marino di circa due tonnellate, membro della ciurma di Capitan Sbudella. Non è molto intelligente (per esempio, si dimentica che essendo una creatura marina sa nuotare) e considera molto divertente fare il pirata. Dopo l'affondamento della prima nave è stato l'unico a preoccuparsi per Shira. La bandana che porta sulla testa è un granchio preistorico. È il membro più grande e grosso dell'equipaggio. È doppiato in originale da Nick Frost e in italiano da Fabrizio Vidale.

### Gura
Gura è una femmina di canguro (precisamente un procoptodon) dal pelo viola, membro della ciurma di Capitan Sbudella. È la specialista in armi e un'ottima combattente. Ha un carattere rude, adora il lavoro del pirata ed è uno dei membri più fedeli al capitano. Fa spesso uso del suo marsupio naturale in cui tiene le armi della ciurma, un vero arsenale costituito da stelle marine taglienti come shuriken, lance, denti di squalo usati come pugnali, ecc. Insieme a Shira, è l'unico membro femminile dell'equipaggio. È doppiata in originale da Rebel Wilson e in italiano da Domitilla D'Amico.

### Gandhalì
Gandhalì è un tasso, membro dell'equipaggio di Capitan Sbudella. Poiché il disegno della sua pelliccia somiglia a un Jolly Roger, viene usato come bandiera da issare e sventolare. Quando è con i suoi compagni dimostra tutta la sua cattiveria e lealtà nei confronti del capitano, ma appena si trova in una situazione di pericolo si rivela codardo e intenzionato a mostrare il suo ventre bianco in segno di resa. È doppiato in originale da Kunal Nayyar e in italiano da Gianfranco Miranda.

### Gabièn
Gabièn è una sula piediazzurri altezzosa e un po' snob, membro della ciurma di Capitan Sbudella. Quando parla si sente un chiaro accento francese. Svolge il ruolo di vedetta, per osservare la rotta e per avvertire la ciurma in caso, nei paraggi, ci sia qualche preda. Porta una versione preistorica di bandana rossa con puntini bianchi. Essendo un uccello, è l'unico membro dell'equipaggio pirata in grado di volare. È doppiato in originale dall'attore francese Alain Chabat e in italiano dal doppiatore Marco Rasori.

### Noyosus
Noyosus è un cinghiale muto che si esprime soltanto coi grugniti, membro dell'equipaggio di Capitan Sbudella. È di carattere rude e fisicamente molto potente (durante la battaglia finale carica Manny e lo spinge fuori dalla nave nonostante sia molto più piccolo del mammut).

### Louis
Louis è un giovane riccio, migliore amico di Pesca, che si comporta come una talpa (infatti non è raro vederlo viaggiare sottoterra, scavando gallerie). Molto tenero, dolce, sensibile e quasi remissivo, tuttavia non è molto considerato, in particolare da Manfred (che lo chiama "caccola" per via delle sue piccolissime dimensioni) e dai mammut giovani (che lo chiamano "sfigato"), ma avrà un ruolo nello scontro finale, salvando l'amica mammut dagli artigli di Capitan Sbudella. Alla fine, visto il coraggio che ha mostrato, Manny e gli altri si ricredono nei suoi confronti, considerandolo un eroe e trattandolo gentilmente. Nel quinto film Louis appare solo durante la festa dell'anniversario di Manny ed Ellie. Nell'edizione originale è doppiato dall'attore Josh Gad, mentre in italiano dal doppiatore Luigi Morville.

### Ethan
Ethan è un mammut adolescente. Pesca ha una cotta per lui. Ha un ciuffo di capelli biondi a forma di cresta ed è considerato un "figo" proprio da Pesca per via della sua avvenenza fisica; a causa di ciò è il teenager più popolare del suo branco e, ad accompagnarlo, sono tre mammut adolescenti di nome Steffie, Katie e Meghan. Nonostante il primo impacciato approccio di Pesca nei suoi confronti, si interessa a quest'ultima e la invita ad una passeggiata in sua compagnia mentre la mandria si incammina verso la salvezza dalla parete rocciosa che minaccia di schiacciarli; qui si scopre che Ethan è sconsiderato come i suoi amici, trovando nel rischio una forma di divertimento. Pesca, pentitasi di essere entrata nel suo gruppo, lo rimprovera e si allontana. In seguito a ciò Ethan capisce che la sua spavalderia lo porterà ad un'estinzione anticipata e si pente, diventando più ragionevole e cauto. Inoltre, dopo aver visto Louis salvare eroicamente Pesca, si ricrede nei suoi confronti del riccio e diventa suo amico. È doppiato in originale da Drake e in italiano da Andrea Mete.

### La famiglia di Sid
La famiglia di Sid è composta dal padre Milton, la madre Eunice, il fratello Marshall e lo zio Fungus, oltre che dall'anziana e bisbetica Nonnina. Sid è molto entusiasta di rincontrarla, ma essi volevano solo liberarsi di Nonnina per poi fuggire di nuovo, lasciando il figlio deluso.

### Amorina
Amorina è una femmina di Livyatan melvillei ed è enorme anche per una balena. È l'animale domestico (da tutti ritenuto immaginario o morto) di Nonnina e svolge un ruolo determinante per sconfiggere i pirati di Capitan Sbudella: infatti, grazie al suo sfiatatoio, li spazza via dalla nave. È molto fedele a Nonnina e dopo avere spinto la nuova nave con tutti gli animali fino al nuovo continente, saluta affettuosamente Nonnina con un amichevole spruzzo dal suo sfiatatoio.

### Iraci
Un gruppetto di iraci, dapprima sottomesso dai pirati, che poi si allea con Manfred, Sid e Diego, aiutandoli a rubare la nave a Capitan Sbudella. Ritornano anche alla fine del film, raggiungendo i protagonisti nella loro nuova casa. Il loro leader si chiama Fuzzy ed è un amico di Sid. Compaiono anche all'inizio e alla fine del quinto film, dove alcuni di loro compiono le funzioni di camerieri e uno come sacerdote per il matrimonio tra Julian e Pesca.

### Le sirene
Gli antagonisti secondari del quarto film. Sono dei mostri marini dai denti affilati che per attirare le prede assumono le sembianze di ciò che gli sventurati trovano attraente (Shira per Diego, una femmina di bradipo per Sid, un bradipo palestrato per Nonnina, Ellie e Pesca per Manfred, prima Scrattina e poi una ghianda per Scrat e una femmina di gigantopiteco per Capitan Sbudella). Alla fine riescono a catturare (e mangiare vivo) lo stesso Sbudella.

### Ariscratle
Ariscratle è il capo di Scratlantide, un'isola piena di ghiande e abitata da tanti scoiattoli dai denti a sciabola. Ha un carattere pacato. Accoglie Scrat come un fratello, ma quando quest'ultimo toglie il tappo dell'isola (costituito dalla ghianda più grossa di tutte), la fa sprofondare nell'oceano insieme a tutti gli altri scoiattoli e Ariscratle stesso. È doppiato in originale da Patrick Stewart e in italiano da Domenico Crescentini.

## Personaggi deL'era glaciale - In rotta di collisione

### Brooke
Brooke è una femmina di bradipo che vive a Geotopia in compagnia dei suoi migliori amici Miniconrs. È il secondo abitante di Geotopia a incontrare il branco di amici e li accompagna da Shangri Llama, il suo maestro. Quando i cristalli di cui è composta Geotopia vengono erroneamente disfatti da Sid, Brooke ritorna vecchia (dato che quei cristalli la ringiovaniscono di molti anni e ne bloccano l'invecchiamento) e prende parte alle avventure del branco per evitare la collisione del meteorite. Grazie ad un cristallo che ricade sulla Terra, Brooke ridiventa giovane e si ricongiunge con Sid. In originale Brooke è doppiata da Jessie J e in italiano da Veronica Puccio.

### Julian
Julian è il fidanzato e successivamente marito di Pesca. Poco prima che il meteorite precipiti sul pianeta, dimostra il suo valore convincendo Manny a far rotolare il cristallo gigante fino al cratere del vulcano. Alla fine riceve la benedizione sia di quest'ultimo che di Ellie e si sposa con Pesca. È doppiato in originale da Adam Devine e in italiano da Niccolò Guidi.

### Gavin
Gavin è l'antagonista principale del quinto film. È un dakotaraptor crudele, orgoglioso, scorbutico, egoista e arrogante, che tuttavia dimostra di amare e tenere alla sicurezza dei propri figli. È il criminale più conosciuto nel mondo sotterraneo dei dinosauri nonché quello la mente dibolica del gruppo. Ha denti affilati e artigli lunghi. Si vuole vendicare di Buck per aver fatto fallire il suo furto a una mamma torosauro. Mentre una pioggia di meteoriti minaccia la sopravvivenza della maggior parte delle specie animali, fugge dal mondo sotterraneo grazie ad un varco aperto in superficie (dato che può volare), egli ha tormentato gli abitanti del mondo sotterraneo per molto tempo ma grazie a Buck egli falliva sempre. Per tutto il film lo si vede a caccia di Buck cercando ossessionatamente quest'ultimo e mandando persino Roger a catturarlo, ma quest'ultimo fallisce subendo anche la rabbia di Gavin. Alla fine riesce quasi ad impedire a Manny, Sid e Diego di buttare il cristallo gigante dentro il vulcano, venendo fermato da Roger e da Buck: dopo aver capito che anche lui si estinguerà, aiuta Buck a risolvere il problema del meteorite e diventa un amico dei suoi ex-nemici, dato che egli stesso, Gertie e Roger vengono invitati alle nozze di Pesca e Julian. È doppiato in originale da Nick Offerman quando parla e da Frank Welker quando ruggisce o emette versi da semplice volatile, mentre in italiano da Roberto Draghetti.

### Roger
Roger è un giovane dakotaraptor stravagante, dalla parlantina sarcastica, buono e sensibile. È figlio di Gavin e fratello di Gertie. È magrissimo, goffo e il più piccolo del gruppo, ma in compenso ha un'acuta vista che gli permette di vedere le cose e gli animali anche se lontani molti chilometri. Nonostante venga obbligato dal padre Gavin ad essere cattivo, in realtà è il membro meno crudele della famiglia in quanto vorrebbe vivere in una famiglia "normale" e non in una famiglia di ladri di uova tanto che vorrebbe che i suoi famigliari diventassero vegani, anche se i suoi consigli non vengono mai ascoltati. Alla fine trova la forza di farsi ascoltare e rispettare dal padre e dalla sorella, convincendoli ad aiutare Buck prima della collisione del meteorite. È doppiato in originale da Max Greenfield quando parla e da Frank Welker quando starnazza o emette versi e in italiano da Marco Vivio.

### Gertie
Gertie è una giovane dakotaraptor femmina, figlia di Gavin e sorella di Roger, nonché la picchiaduro del gruppo. È un dinosauro molto grande e robusto, nonché decisamente in sovrappeso ed è il membro più forte del gruppo. Al contrario di suo fratello Roger, segue alla lettera gli ordini del padre che ammira molto e non gli dispiace essere una ladra di uova. Nello scontro finale, Gertie, sebbene stia sempre dalla parte del padre (tanto da voler impedire a Buck di deviare il terribile asteroide che minaccia tutte le specie animali), comprende che suo fratello Roger ha ragione sul fatto che non possono stare al sicuro nemmeno nel cielo, e che quindi anche loro si estingueranno, persuadendo il genitore ad allearsi col furetto e Manny, Sid e Diego. È doppiata in originale da Stephanie Beatriz quando parla e da Frank Welker quando ruggisce o emette versi da gallina, mentre in italiano da Giulia Santilli.

### Shangri Llama
Shangri Llama è un aepycamelus, leader spirituale di Geotopia. Ha un corpo molto flessibile e un carattere calmo, spensierato ed eccentrico. Risiede con i suoi discepoli a Geotopia, un luogo utopistico fatto di cristalli. In realtà è molto più vecchio di quanto sembri (ha oltre 400 anni di età) in quanto i cristalli di Geotopia lo ringiovaniscono e ne bloccano l'invecchiamento, ed è per questo che ne è maniacalmente attaccato e, quando questi vengono involontariamente rotti da Sid, impazzisce e va su tutte le furie. Egli nonostante non voglia dare via i suoi cristalli aiuta apparentemente a malincuore il branco prendendo parte alle loro avventure. Alla fine un cristallo (precipitato nuovamente sulla Terra) lo fa ritornare giovane insieme ai suoi discepoli ma decide comunque di rimanere a Geotopia a differenza di Brooke che è andata a vivere insieme a Sid e gli altri membri del branco. È doppiato in originale da Jesse Tyler Ferguson e in italiano da Roberto Gammino.

### Teddy
Teddy è un coniglio impavido e palestrato dal pelo di colore blu e bianco, abitante di Geotopia, che si unisce al gruppo di Manfred, Sid e Diego, condividendo le loro avventure durante gli eventi del film. Qui diventa il massaggiatore di Nonnina e ha una cotta per lei sin dal primo momento che la vede. Nonostante sembra giovane, ha in realtà 326 anni; questa sua seconda giovinezza è dovuta ai cristalli alieni di Geotopia, che lo ringiovaniscono e ne bloccano l'invecchiamento. Quando i cristalli vengono rotti, Teddy ridiventa vecchio, decrepito e con una barba estremamente folta (tanto da risucchiare e rimpiazzare la sua coda). Alla fine, grazie ad un cristallo che ricade sulla Terra, riprende il suo aspetto giovanile e diventa il fidanzato della nonna di Sid rimanendo insieme a lei a Geotopia. È doppiato in originale da Michael Strahan e in italiano da Marco Mete.

## Personaggi deL'era glaciale - Le avventure di Buck

### Zee
Zee è una femmina di zorilla e l'interesse amoroso ed ex compagna di squadra di Buck, che ha conosciuto prima degli eventi del  quinto film. Un tempo era un membro di una squadra guidata da Buck che proteggeva il Mondo Perduto da minacce, come Rudy e la famiglia di Gavin finché Orson, che odiava i mammiferi, decise di tendergli un'imboscata e uccise l'intera squadra, con Buck e Zee rimanendo gli unici sopravvissuti e bandirono il triceratopo nell'Isola di Lava finché non riuscì a scappare grazie a dei velociraptor. Come Buck è coraggiosa e intraprendente. Aiuta Buck, Crash ed Eddie a sconfiggere Orson. Alla fine lei e Buck decidono di formare una nuova squadra assieme a Crash ed Eddie, che vanno a vivere nel Mondo Perduto. È doppiata in originale da Justina Machado e in italiano da Lucia Ocone.

### Orson
Orson è l'antagonista principale del film spin-off. È un triceratopo affetto da nanismo. Ha la capacità di parlare grazie al fatto che il suo cervello abnormemente grande per un dinosauro gli garantisce un'intelligenza superiore a quella della sua specie. È uno dei nemici giurati di Buck e colui che in passato ha ucciso la sua squadra. Si dimostra molto freddo e calcolatore e adora tormentare e stuzzicare la sua nemesi insultando la sua intelligenza o la sua specie, ritenendo i mammiferi la specie inferiore e che i dinosauri dovrebbero regnare nuovamente sul mondo intero. Ha come scagnozzi dei velociraptor che comanda usando il fuoco, che però sono talmente stupidi e incompetenti che si ritrova costretto a cercare e reclutare altri della loro specie per aiutarlo a vincere contro Buck, Zee, Crash ed Eddie. Viene sconfitto da Crash ed Eddie quando riescono a domare i raptor usando il fuoco e in seguito li mandano a mangiare il loro ex capo. Spaventato Orson scappa mentre cerca senza successo di convincere i suoi scagnozzi di non mangiarlo. È doppiato in originale da Utkarsh Ambudkar e in italiano da Germano Gentile.

## Personaggi deL'era glaciale - I racconti di Scrat

### Baby Scrat
Il figlio di Scrat e Scrattina, nato subito dopo gli eventi del sesto film. Nonostante voglia bene a suo padre, lotta con quell'amore per sottrargli le ghiande condividendo la stessa ossessione dei genitori. Appare carino e indifeso ma in realtà nasconde una personalità molto furba e incline all'essere disonesto. È doppiato da Kari Wahlgren.

### Kid Dodo
Kid Dodo è l'antagonista principale della serie. È un giovane dodo alquanto stupido e imbranato che ostacola Scrat e Baby Scrat nelle loro ricerche di ghiande. Nonostante abbia qualche vantaggio sui due, si dimostra un avversario molto facile da sconfiggere e privo di qualsiasi tipo di intelligenza o astuzia che gli permetterebbe di vincere. E' doppiato da Frank Welker.